# 35007
35007 (słowo Loose – "luźny" w języku kalkulatorowym beghilos) – grupa z Holandii. Dźwięk 35007 został opisany jako stoner rock, psychodeliczny rock, Space rock i rock progresywny.

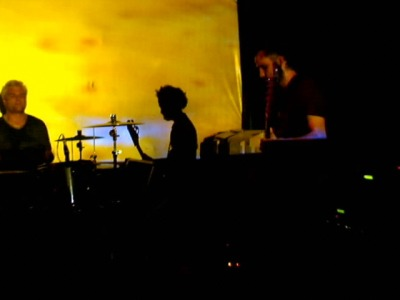
35007 na żywo (2002, Weinheim, Niemcy).

## Historia
Zespół 35007 powstał w Eindhoven, w Holandii pod koniec lat osiemdziesiątych. Na początku składał się następujących muzyków: Eeuwout Baart (wokal), Mark Sponselee (dźwięki, syntezatory), Bertus Fridael (gitara), Jacco Van Roy (perkusja), Michelle Boekhoudt (gitara basowa), Luk Sponselee (vj) i Pidah Kloos (dźwięki, inżynier dźwięku).
Zespół wydał swój debiutancki album "Especially For You" w 1994 roku. Po albumie "35007", Jacco Van Roy opuścił grupę i został zastąpiony przez Sandera Eversa na perkusji. W 2001 Eeuwout Baart również opuścił grupę, a 35007 kontynuował jako zespół instrumentalny. "Sea of Tranquillity" jest pierwszym z trzech instrumentalnych albumów zespołu. W 2005 roku grupa, teraz z Tosem Nieuwenhuizenem z zespołu Beaver na gitarze, wydała album "Phase V", ale nigdy już nie wystąpiła na żywo.
Ich koncertom towarzyszyły efekty wizualne, takie jak psychodeliczne filmy wyświetlane na scenie.
W latach po "Phase V" Bertus Fridael rozpoczął swoją własną grupę Mother-Unit, Sander Evers grał w Gomer Pyle między 2006 a 2010, a obecnie występuje z grupą Monomyth, Jacco Van Roy dołączył do Motorpsycho na krótko i jest teraz w zespole Neon Twin, Tos Nieuwenhuizen grał na żywo z sunn o))), Mark i Luk Sponselee tworzyli eksperymentalną muzykę w Group Art Fou.
35007 kilka razy występowali na corocznym międzynarodowym Festiwalu Roadburn w Holandii, jako grupa 35007 oraz ze swoimi zespołami.
W grudniu 2012 nastąpiła reedycja winylowa albumu "Phase V"
30 grudnia 2012 Mark Sponselee zmarł od powikłań zapalenia płuc.

## Dyskografia

### Albumy studyjne
- Especially For You (1994)
- 35007 (1997)
- Liquid (2002)
- Phase V (2005)

### Inne
- Sea Of Tranquillity EP (2001)
- Phase V Vinyl Edition (2012)